# جريسلي كولوني نمبر ون
جريسلي كولوني نمبر ون منطقة تقع إدارياً ضمن مقاطعة بوت (كاليفورنيا) في الولايات المتحدة.